# ألفرد ماكليلاند
ألفرد ماكليلاند هو نقابي وسياسي أسترالي، ولد في 18 أبريل 1886، وتوفي في 29 يناير 1969. نشط حزبياً في حزب العمال الأسترالي. وقد انتخب عضو الجمعية التشريعية لنيو ساوث ويلز ‏.